# Order Słonia

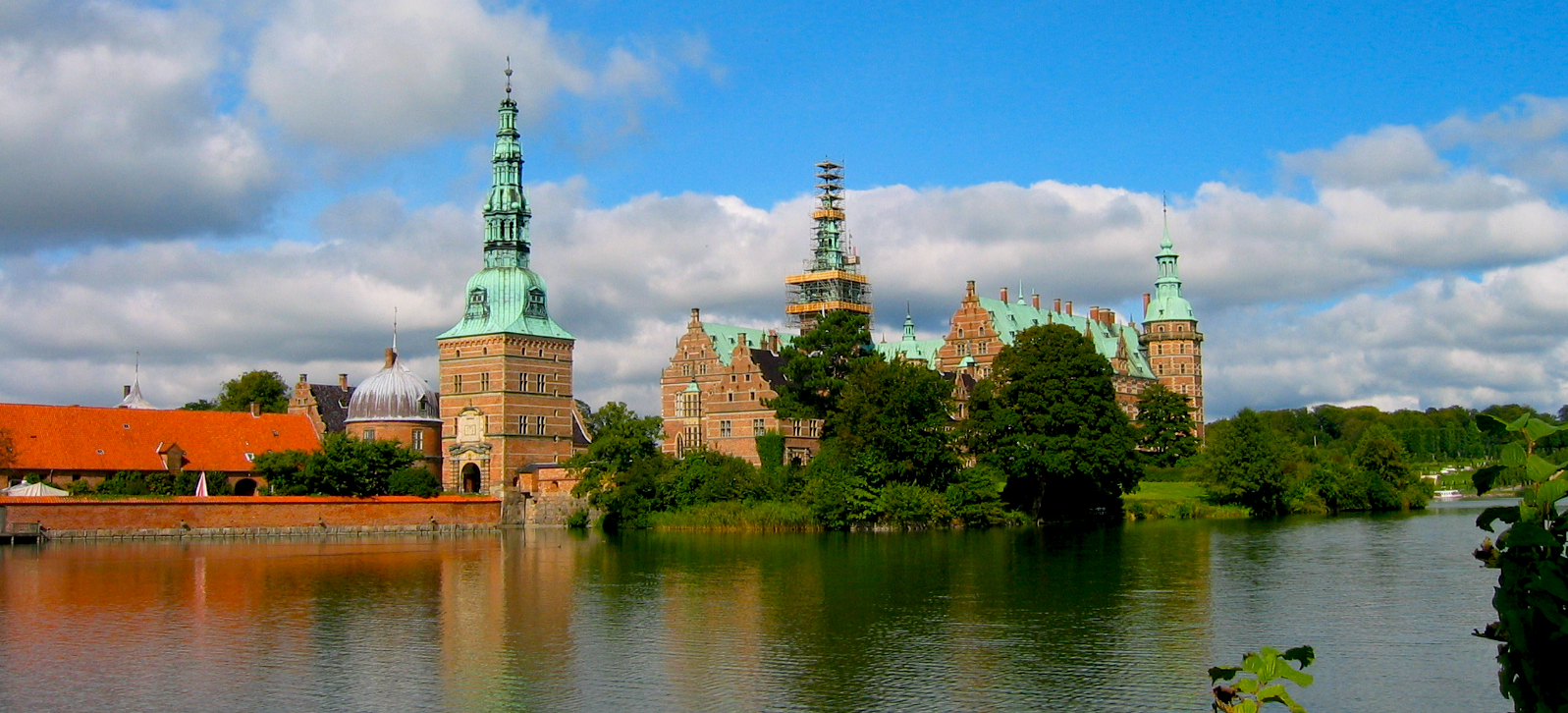
Zamek Frederiksborg w Hillerød, gdzie mieści się kaplica orderu.

Order Słonia (duń. Elefantordenen) – najwyższe i najstarsze jednoklasowe odznaczenie Królestwa Danii. Łącznie odznaczono nim około 890 osób.

## Historia
Początki Orderu Słonia sięgają około roku 1460, czasu powstania katolickiego Bractwa Najświętszej Marii Panny, które składało się z 50 członków obojga płci i dysponowało własną kaplicą w katedrze w Roskilde. Jego oznaką był medalion z wizerunkiem NMP, noszony na szyi na łańcuchu z figurek białych słoni – symbolu walczącego chrześcijaństwa. W 1508 roku książę Chrystian (późniejszy król Chrystian II) nadał spowiednikowi Bractwa Walkendorffowi insygnium z figurką białego słonia z wieżyczką na grzbiecie. Naszyjnik w postaci słoni i ostróg widnieje na figurze króla Jana II na jego sarkofagu z 1513 roku w katedrze w Odense.
Po Reformacji Bractwo NMP zostało rozwiązane, ale już w roku 1580 król Fryderyk II zaczął nadawać Order Słonia jako symbol zakonu rycerskiego. Jako insygnium noszono wówczas figurkę białego słonia z wieżyczką na grzbiecie zawieszoną na złotym łańcuchu. Za czasów króla Chrystiana IV w 1634 roku konfraternię Słonia połączono z bractwem (krótkotrwałego) Orderu Zbrojnego Ramienia i noszono insygnia obu orderów na podwójnym złotym łańcuchu. Za króla Fryderyka III wprowadzono używaną do dziś jasnoniebieską wstęgę i wprowadzono gwiazdę wówczas jeszcze haftowaną. Odtąd od barwy wstęgi orderowej kawalerów Orderu Słonia zwano „Błękitnymi Rycerzami”, a kawalerów Danebroga „Białymi Rycerzami”.
Pierwszy statut nadał orderowi król Chrystian V w dniu 1 grudnia 1693 (równocześnie nowy statut otrzymał także order Danebroga). Liczbę jego kawalerów (rycerzy) ograniczono do 30 (nie licząc króla i jego synów) i order można było otrzymać dopiero po ukończeniu 30 lat (osoby krwi królewskiej: 20 lat). Ponadto warunkiem nadania Orderu Słonia było uprzednie posiadanie Wielkiego Krzyża Danebroga, co ma konsekwencje do dziś, gdyż przy nadaniu Słonia osobie, która nie posiada Danebroga, dekoruje się ją Danebrogiem o tydzień wcześniej, a w dniu nadania Słonia tamten order należy zwrócić, ponieważ obok Słonia nie wolno nosić żadnych innych odznaczeń (wyjątek stanowi rodzina królewska).
Statut Chrystiana V utrzymał się aż do 1958 roku, kiedy do orderu dopuszczono również kobiety i zdecydowano, że poza rodziną królewską i jej krewnymi order będzie nadawany głównie zagranicznym głowom państwa. W przeciwieństwie do szwedzkiego Orderu Serafinów Orderu Słonia nie tracą duńscy książęta krwi przy utracie praw do tronu ze względu na małżeństwo zawarte bez zgody głowy rodu.
Święto Orderu Słonia jest obchodzone 1 stycznia. Dewizą orderu są słowa MAGNANIMI PRETIUM (nagroda za męstwo).

## Insygnia
Insygnia jednoklasowego orderu to oznaka, noszona na łańcuchu lub na jasnoniebieskiej wstędze z lewego ramienia na prawy bok i gwiazda orderowa. Oznaką jest niesłychanie drogocenna, wysadzana kosztownymi kamieniami figurka słonia ze złota (125 g), pokryta białą emalią. Na grzbiecie słonia znajdują się kapa, wieżyczka i figurka Maura ze złotą dzidą. Na prawym boku słonia znajduje się wysadzany brylantami krzyż, na lewym monogram aktualnie panującego monarchy. Gwiazda orderowa jest srebrna, ośmiopromienna, nosi na sobie krzyż łaciński z pereł w czerwonym polu, otoczony srebrnym wieńcem laurowym. Order może być, na dowód szczególnej przychylności monarchy, nadany z brylantami, które umieszcza się na gwieździe.
Łańcuch orderu składa się z 40 członów na przemian białych słoni i wieżyczek. Na kapie słonia z łańcucha umieszczona jest litera „D” („Dania”).
Ze względu na swą rzadkość i drogocenność (insygnia duńskich orderów podlegają po śmierci odznaczonego zwrotowi do kancelarii królewskiej) Order Słonia nigdy jeszcze nie pojawił się na rynku kolekcjonerskim, niekiedy tylko dostępne są jego haftowane gwiazdy z XVIII wieku.

## Odznaczeni

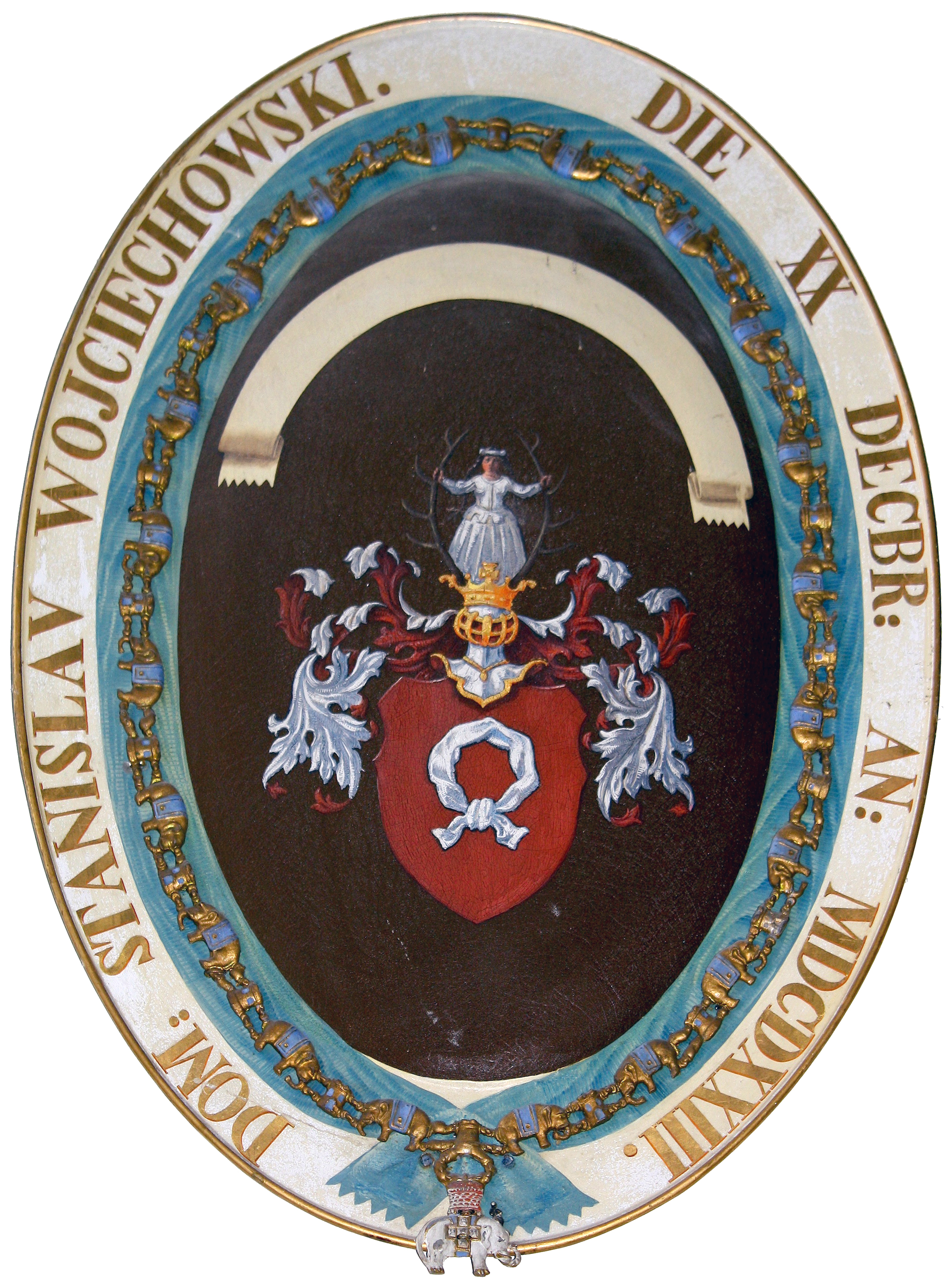
Tarcza herbowa prezydenta Stanisława Wojciechowskiego jako kawalera Orderu Słonia (1923) w kaplicy Orderu Słonia na zamku Frederiksborg w Hillerød (Dania)

Spośród Polaków otrzymali order z racji pełnienia urzędu Prezydenta RP i przy okazji wizyt państwowych tylko Stanisław Wojciechowski (1923) i Lech Wałęsa (1993).
Obecnie (czerwiec 2022) Order Słonia ma 71. kawalerów i dam, łącznie z duńską rodziną królewską i jej krewnymi (20 osób).

### Lista żyjących odznaczonych
Lista pełna do czerwca 2022
Z nadania Fryderyka IX:
1. 1947 – Małgorzata, następczyni tronu Danii
2. 1947 – Benedykta, księżniczka Danii
3. 1947 – Anna Maria, królowa Grecji
4. 1953 – Akihito, następca tronu Japonii
5. 1958 – Harald, następca tronu Norwegii
6. 1960 – Sirikit Kitiyakara, królowa Tajlandii
7. 1961 – Ingolf, duński hrabia
8. 1962 – Konstantyn II, król Grecji
9. 1962 – Elżbieta, księżniczka Danii
10. 1963 – Farah, cesarzowa Iranu
11. 1963 – Irena, księżniczka Grecji
12. 1963 – Michał, książę Grecji
13. 1965 – Karol Gustaw, następca tronu Szwecji
14. 1965 – Hitachi, książę Japonii
15. 1968 – Albert, następca tronu Belgii
Z nadania Małgorzaty II:
16. 1972 – Fryderyk, następca tronu Danii
17. 1972 – Joachim, książę Danii
18. 1973 – Krystiana, księżniczka Szwecji
19. 1973 – Sonja, księżna norweska
20. 1974 – Karol, następca tronu Wielkiej Brytanii
21. 1975 – Beatrycze, królowa Holandii
22. 1976 – Jan, wielki książę Luksemburga
23. 1978 – Valéry Giscard d’Estaing, prezydent Francji
24. 1980 – Jan Karol I, król Hiszpanii
25. 1980 – Zofia, królowa Hiszpanii
26. 1981 – Vigdís Finnbogadóttir, prezydent Islandii
27. 1984 – António Ramalho Eanes, prezydent Portugalii
28. 1985 – Sylwia, królowa Szwecji
29. 1986 – Husni Mubarak, prezydent Egiptu
30. 1991 – Haakon, książę Norwegii
31. 1992 – Mário Soares, prezydent Portugalii
32. 1992 – Marta Ludwika, księżniczka Norwegii
33. 1993 – Lech Wałęsa, prezydent Polski
34. 1994 – Martti Ahtisaari, prezydent Finlandii
35. 1995 – Paola, królowa Belgii
36. 1995 – Wiktoria, następczyni tronu Szwecji
37. 1995 – Aleksandra, księżna Danii
38. 1996 – Ólafur Ragnar Grímsson, prezydent Islandii
39. 1997 – Paweł, książę grecki
40. 1997 – Guntis Ulmanis, prezydent Łotwy
41. 1998 – Wilhelm Aleksander, następca tronu Holandii
42. 1998 – Noor, królowa Jordanii
43. 1998 – Michiko Shōda, cesarzowa Japonii
44. 1999 – Fernando Henrique Cardoso, prezydent Brazylii
45. 2000 – Emil Constantinescu, prezydent Rumunii
46. 2000 – Petyr Stojanow, prezydent Bułgarii
47. 2001 – Maha Vajiralongkorn, następca tronu Tajlandii
48. 2001 – Tarja Halonen, prezydent Finlandii
49. 2001 – Milan Kučan, prezydent Słowenii
50. 2002 – Filip I Koburg, książę Belgii
51. 2003 – Henryk, wielki książę Luksemburga
52. 2003 – Maria Teresa, Wielka księżna Luksemburga
53. 2004 – Ion Iliescu, prezydent Rumunii
54. 2004 – Maria Elżbieta, księżna Danii
55. 2004 – Naruhito, następca tronu Japonii
56. 2006 – Georgi Pyrwanow, prezydent Bułgarii
57. 2007 – Karolos Papulias, prezydent Grecji
58. 2008 – Luiz Inácio Lula da Silva, prezydent Brazylii
59. 2008 – Felipe Calderón, prezydent Meksyku
60. 2008 – Maria, księżna Danii
61. 2011 – Lee Myung-bak, prezydent Korei Południowej
62. 2012 – Ivan Gašparovič, prezydent Słowacji
63. 2013 – Sauli Niinistö, prezydent Finlandii
64. 2014 – Mette-Marit, księżna Norwegii
65. 2014 – Ivo Josipović, prezydent Chorwacji
66. 2015 – Maksyma, królowa Holandii
67. 2016 – Enrique Peña Nieto, prezydent Meksyku
68. 2017 – Guðni Th. Jóhannesson, prezydent Islandii
69. 2017 – Matylda, królowa Belgów
70. 2018 – Emmanuel Macron, prezydent Francji

### Pozostali odznaczeni
Lista pełna od 1906
Z nadania Fryderyka VIII:
- 1906 – Karol Edward, książę Saksonii-Koburg-Gotha
- 1906 – Axel, książę Danii
- 1906 – Conrad Victor Ankarcrona, dostojnik szwedzki
- 1906 – Luiza, królowa Danii
- 1906 – Eitel Fryderyk, książę pruski
- 1906 – Bernhard von Bülow, kanclerz Niemiec
- 1907 – Ludwik Ferdynand Wittelsbach, książę bawarski
- 1907 – Armand Fallières, prezydent Francji
- 1907 – Adalbert Ferdynand, książę pruski
- 1907 – Wilhelm, książę szwedzki
- 1908 – Ferdynand I, król Rumunii
- 1908 – Franciszek Ferdynand, następca tronu Austro-Węgier
- 1908 – Christian Danneskiold-Samsøe, dostojnik duński
- 1908 – Eryk, książę Danii
- 1909 – Manuel II, król Portugalii
- 1909 – Fryderyk August II, wielki książę Oldenburga
- 1909 – Władimir Frederiks, dostojnik rosyjski
- 1909 – Mikołaj Mikołajewicz, wielki książę rosyjski
- 1909 – Krzysztof, książę grecki
- 1909 – Jerzy, książę grecki
- 1910 – Albert I, król Belgii
- 1910 – Ferdynand I, król Bułgarii
- 1911 – Arvid Taube, minister szwedzki
- 1911 – Johannes Zeuthen Schroll, generał duński
- 1911 – Chakrabongse Bhuvanath, książę Syjamu (Tajlandii)
- 1911 – Viggo, książę Danii
- 1912 – Vilhelm Thomsen, naukowiec duński

Z nadania Chrystiana X:
- 1912 – Fryderyk, następca tronu Danii
- 1912 – Kanut, książę Danii
- 1912 – August Wilhelm, następca tronu Niemiec
- 1912 – Aleksandra, królowa Danii
- 1912 – Eryk, książę Szwecji
- 1912 – Henryk, książę małżonek Holandii
- 1913 – Oskar, książę pruski
- 1913 – Theobald von Bethmann Hollweg, kanclerz Niemiec
- 1914 – Edward, następca tronu Wielkiej Brytanii
- 1914 – Artur, książę brytyjski
- 1914 – Raymond Poincaré, prezydent Francji
- 1914 – Hans Niels Andersen, duński przedsiębiorca
- 1919 – Carl Gustaf Mannerheim, regent Finlandii
- 1919 – Leopold, następca tronu Belgii
- 1920 – Albert, następca tronu Wielkiej Brytanii
- 1920 – Alexandre Millerand, prezydent Francji
- 1921 – René, książę parmeński
- 1921 – Olaf V, król Norwegii
- 1921 – Epitácio Pessoa, prezydent Brazylii
- 1922 – Humbert, następca tronu Włoch
- 1922 – Wilhelmina, królowa Holandii
- 1922 – Jerzy, książę brytyjski
- 1923 – Hirohito, następca tronu Japonii
- 1923 – Tage Reedtz-Thott, duński polityk
- 1923 – Stanisław Wojciechowski, prezydent Polski
- 1924 – Henryk, książę brytyjski
- 1924 – Adolf Fryderyk, książę meklemburski
- 1925 – Tomáš Masaryk, prezydent Czechosłowacji
- 1926 – Prajadhipok, król Tajlandii
- 1926 – Lauri Kristian Relander, prezydent Finlandii
- 1926 – Karol, książę belgijski
- 1927 – Gaston Doumergue, prezydent Francji
- 1927 – Paweł, następca tronu Grecji
- 1928 – Cyryl Romanow, książę rosyjski
- 1929 – Alfons Burbon, książę hiszpański
- 1929 – Jakub Burbon, książę hiszpański
- 1929 – Ludwik II Grimaldi, król Monako
- 1929 – Fryderyk Franciszek, książę meklemburski
- 1930 – Aleksander I Karadziordziewić, król Jugosławii
- 1930 – Berthold, margrabia badeński
- 1930 – Paribatra Sukhumbhand, książę Tajlandii
- 1930 – Purachatra Jayakara, książę Tajlandii
- 1930 – Damrong Rajanubhab, książę Tajlandii
- 1930 – Nobuhito Takamatsu, książę Japonii
- 1930 – Jan Orleański, książę francuski
- 1932 – Paul Doumer, prezydent Francji
- 1932 – Christian, książę schaumburg-lippeński
- 1932 – Fu’ad I, król Egiptu
- 1933 – Albert Lebrun, prezydent Francji
- 1933 – Gustaw Adolf, książę szwedzki
- 1933 – Karol Gustaw Olaf, książę szwedzki
- 1934 – Paweł Karadziordziewić, regent Jugosławii
- 1934 – Piotr, książę grecki
- 1935 – Karol Jan, książę szwedzki
- 1935 – Bertil, książę szwedzki
- 1937 – Reza Szah Pahlawi, szach Iranu
- 1937 – Fryderyk, książę szlezwik-holsztyński
- 1937 – Gorm Glücksburg, książę duński
- 1938 – Jerzy Glücksburg, książę duński
- 1939 – Ernest August, książę hanowerski
- 1940 – Miklós Horthy, regent Węgier
- 1940 – Flemming Glücksburg, książę duński
- 1941 – Oluf Glücksburg, książę duński
- 1945 – Bernard Montgomery, brytyjski marszałek
- 1945 – Dwight Eisenhower, amerykański generał
- 1946 – Juliana, królowa Holandii
- 1946 – Bernhard, książę małżonek Holandii

Z nadania Fryderyka IX:
- 1947 – Ingrid, królowa Danii
- 1947 – Elżbieta, królowa Wielkiej Brytanii
- 1947 – Niels Bohr, duński fizyk
- 1950 – Winston Churchill, premier Wielkiej Brytanii
- 1950 – Juho Paasikivi, prezydent Finlandii
- 1950 – Vincent Auriol, prezydent Francji
- 1952 – Sigvard, książę Szwecji
- 1952 – Chumbhotbongs Paribatra, książę Tajlandii
- 1954 – Ásgeir Ásgeirsson, prezydent Islandii
- 1955 – Hajle Syllasje I, cesarz Etiopii
- 1955 – Szarlotta, wielka księżna Luksemburga
- 1955 – René Coty, prezydent Francji
- 1957 – Mikasa, książę Japonii
- 1957 – Urho Kekkonen, prezydent Finlandii
- 1958 – Bhumibol Adulyadej, król Tajlandii
- 1959 – Mohammad Reza Pahlawi, cesarz Iranu
- 1960 – Karolin Matylda, księżniczka Danii
- 1960 – Małgorzata, księżniczka Danii
- 1961 – Eleonora, duńska hrabina
- 1962 – Adolf Schärf, prezydent Austrii
- 1963 – Fryderyka, królowa Grecji
- 1963 – Habib Burgiba, prezydent Tunezji
- 1963 – Julius Nyerere, prezydent Tanzanii
- 1963 – Chrystian, duński hrabia
- 1964 – Antonio Segni, prezydent Włoch
- 1965 – Charles de Gaulle, prezydent Francji
- 1966 – Baldwin I, król Belgii
- 1966 – Giuseppe Saragat, prezydent Włoch
- 1967 – Henryk, książę małżonek Danii
- 1968 – Ryszard, książę niemiecki
- 1970 – Amha Selassie I, następca tronu Etiopii
- 1970 – Gustav Heinemann, prezydent Niemiec Zachodnich
- 1970 – Kristján Eldjárn, prezydent Islandii

Z nadania Małgorzaty II:
- 1973 – Anna, księżna Danii
- 1974 – Josip Broz Tito, prezydent Jugosławii
- 1975 – Claus, książę małżonek Holandii
- 1976 – Józefina Charlotta, wielka księżna Luksemburga
- 1978 – Giovanni Leone, prezydent Włoch
- 1979 – Rudolf Kirchschläger, prezydent Austrii
- 1980 – Nicolae Ceaușescu, prezydent Rumunii (pozbawiony orderu w 1989)
- 1981 – Nagako, cesarzowa Japonii
- 1982 – François Mitterrand, prezydent Francji
- 1983 – Mauno Koivisto, prezydent Finlandii
- 1976 – Fahd, król Arabii Saudyjskiej
- 1988 – Hasan II, król Maroka
- 1989 – Richard von Weizsäcker, prezydent Niemiec
- 1989 – Birendra, król Nepalu
- 1993 – Oscar Luigi Scalfaro, prezydent Włoch
- 1994 – Lennart Meri, prezydent Estonii
- 1996 – Nelson Mandela, prezydent RPA
- 1996 – Algirdas Brazauskas, prezydent Litwy
- 1998 – Husajn, król Jordanii
- 2000 – Arnold Mærsk McKinney Møller, duński przedsiębiorca
- 2002 – Johannes Rau, prezydent Niemiec
- 2007 – Roh Moo-hyun, prezydent Korei Południowej